# Filippos Darlas
Filippos Darlas (Agrinio, Grecia, 23 de octubre de 1983), futbolista griego. Juega de defensa y su actual equipo es el Panetolikos de la Beta Ethniki de Grecia.

## Selección nacional
Ha sido internacional con la Selección de fútbol de Grecia, ha jugado 1 partido internacional.

## Clubes
| Club             | País    | Año       |
| ---------------- | ------- | --------- |
| Panetolikos      | Grecia  | 1999-2001 |
| Panathinaikos FC | Grecia  | 2001-2002 |
| Kallithea FC     | Grecia  | 2002      |
| Marko FC         | Grecia  | 2002-2004 |
| Apollon Smyrnis  | Grecia  | 2004-2005 |
| Panathinaikos FC | Grecia  | 2005-2008 |
| PAOK Salónica FC | Grecia  | 2008-2009 |
| Panathinaikos FC | Grecia  | 2009-2010 |
| Stade Brest      | Francia | 2010      |
| Atromitos        | Grecia  | 2011      |
| Ergotelis FC     | Grecia  | 2012      |
| Panetolikos      | Grecia  | 2012-     |

## Palmarés

### Campeonatos nacionales
| Título              | Club             | País   | Año  |
| ------------------- | ---------------- | ------ | ---- |
| Superliga de Grecia | Panathinaikos FC | Grecia | 2010 |
| Copa de Grecia      | Panathinaikos FC | Grecia | 2010 |